# Spaniocelyphus tenorioi
Spaniocelyphus tenorioi är en tvåvingeart som beskrevs av Joseph och Parui 1978. Spaniocelyphus tenorioi ingår i släktet Spaniocelyphus och familjen Celyphidae. Inga underarter finns listade i Catalogue of Life.